# 李宗黄
李宗黃（1888年2月2日—1978年6月16日）字伯英，雲南省麗江府鶴慶州（今大理白族自治州鶴慶縣）人，中華民國陸軍中將、政治家暨教育家，中國同盟會革命派人士、中國國民黨元老，也是國民政府地方行政專家，深入地參與了對地方制度的設計，並在臺灣創辦中國地方自治學會與《中國地方自治》學術期刊，曾任政大教授、總統府國策顧問、國大代表、監察委員、光復會委員、國民黨中評委、國民黨雲南省黨部主委、雲南省主席、國軍總司令部參事、駐粵滇軍代理軍長、駐粵滇軍廣東江防司令、駐粵滇軍第2軍參謀長、護法軍政府交通部次長等職。

## 生平

### 民國初期的活動
李宗黃自幼入玉屏書院。1909年（宣統元年），雲南陸軍小學堂畢業後，進入湖南陸軍中學堂、保定陸軍軍官學校第1期步兵科。1911年（宣統3年），在天津加入中國同盟會。同年10月武昌起義爆發，李宗黃急赴武漢，被黃興任命為督戰參謀。
1915年（民國4年），護國戰爭爆發，李宗黃任護國軍駐上海代表，負責同各黨派及馮國璋交涉。李宗黃游說馮國璋甚力，使馮國璋在護國戰爭中採取中立立場。翌年6月，袁世凱死去，李宗黃昇任雲南督軍府（督軍：唐繼堯）參謀處長，並獲北京政府黎元洪授予陸軍少將位。1918年（民國7年），赴日本考察地方自治。1919年（民國8年）1月，擔任雲南省市政公所督辦。
1921年（民國10年）3月，李宗黃作為唐繼堯的代表赴廣東，擔任護法軍政府交通部次長、署理部長事務。1923年（民國12年）8月，被任命為駐粵滇軍第2軍參謀長，積極討伐陳炯明，獲孫文（孫中山）授予陸軍中將位。同年中，擔任大本營參議及高級參謀。1924年（民國13年）1月，任廣東江防司令，當選中國國民黨第1屆候補中央執行委員。同年6月，代理駐粵滇軍軍長。1927年（民國16年），參加北伐，任南京的國民革命軍總司令部參事。

### 國民政府的活動
1928年（民國17年），李宗黃在唐繼堯失勢後回到雲南省，作為中國國民黨的代表在雲南省擴展該黨的影響力。但是，由於他對雲南省內學生和團體等各種社會勢力採取高壓態度，最終武力鎮壓學生示威導致死傷。據此，雲南省內驅逐李宗黃的聲音高漲，較不希望中國國民黨中央勢力在雲南省擴張的雲南省政府主席龍雲也拋棄了李宗黃，李宗黃不得不退出了雲南省。
1931年（民國20年），李宗黃當選為中國國民黨第4屆候補中央執行委員。1934年（民國23年），擔任江蘇省江寧縣黨務指導委員會主任委員。翌年5月，出任監察院監察委員；11月當選中國國民黨第5屆中央執行委員（後來又連任第6屆中央執行委員）。1936年（民國25年）1月，擔任中央地方自治計畫委員會副主任委員（代理主任委員）。抗日戰爭爆發後，擔任中國國民黨河南省黨部特派委員，1939年（民國20年）6月擔任行政院縣政計畫委員會副主任委員（代理主任委員）。1942年（民國31年）4月，任甘肅省政府委員。翌年起，致力於縣長選任的各種考試的實施。

### 雲南失勢

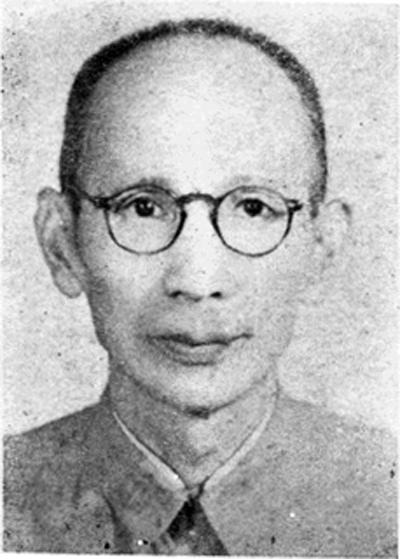
《中國當代名人傳》中的李宗黃照片

1945年（民國34年）10月，雲南省政府主席龍雲被蔣介石以武力罷免，李宗黃奉命接任，擔任雲南省民政廳長兼代理雲南省政府主席、中國國民黨雲南省黨部主任委員，回到了雲南省。當時，盧漢（當時正在越南接受日軍投降）被視為龍雲的後繼者，故蔣介石只將李宗黃作為過渡人物。
然而李宗黃對過去強力鎮壓社會運動的行為並無反省，仍採取同樣的高壓態度，招致滇系及雲南省內各派社會勢力排斥和敵意。為此，蔣介石未任命李宗黃為正式的雲南省政府主席，同年12月從越南召回盧漢擔任主席。結果，李宗黃武力鎮壓學生示威，釀成死傷事件（一二·一慘案）。翌年2月，他被罷免雲南省民政廳長等職務，再次被驅逐出雲南省。
回到南京後，李宗黃被任命為中國國民黨中央黨政考核委員會秘書長。1947年（民國36年），當選行憲國民大會代表。1949年8月20日，蔣介石在台北接見雲南籍中國國民黨中央常務委員李宗黃，聽取其報告雲南政情。

### 在台时期
第二次國共內戰國民黨敗北，李宗黃逃往台灣，繼續擔任國民大會代表。此後，他歷任總統府國策顧問、中國國民黨中央評議委員、光復大陸設計研究委員會委員、中央政治大學教授。晩年，擔任中國地方自治學會理事長，刊行有關地方行政的各種書籍、雑誌，例如：《中國地方自治》學術月刊。
1978年（民國67年）6月16日，在台北市病逝。享年91歲（滿90歲）。

## 墓葬
李宗黃於1978年辭世後遺體火化，靈骨首先迎回其生前居住的「碧湖新村」寓所，6月27日與先其24年逝世的妻子梁瑞蓂一同合葬於陽明山第一公墓孫哲生先生墓園的左前方，佔地17坪，形似一太師椅。

## 荣誉
- 三等景星勋章（1945年10月9日批准[4]）

## 外部連結
- 臺北市雲南省同鄉會——李宗黃先生傳

| 前任：龍雲 | 雲南省政府主席 （代理）1945年10月 - 11月 | 繼任：盧漢 |